# Нагамура, Пауло
Пауло Роберто Корради Нагамура (порт.-браз. Paulo Roberto Corradi Nagamura; 2 марта 1983, Сан-Паулу, Бразилия) — бразильский футболист, выступавший на позиции центрального полузащитника, и футбольный тренер.

## Биография

### Карьера игрока
Нагамура родился в Сан-Паулу и прошёл через систему клуба «Сан-Паулу». В 2001 году он был продан в английский «Арсенал» и до 2004 года играл в молодёжной и резервной командах клуба. Помог «Арсеналу» выиграть чемпионат Англии до 19 лет в сезоне 2001/02, забив гол в финале против «Ливерпуля». Также забил гол в предсезонном товарищеском матче «Арсенала» против «Стивениджа» в июле 2002 года.
22 марта 2005 года Нагамура подписал контракт с американским клубом «Лос-Анджелес Гэлакси» из MLS. Дебютировал за «Гэлакси» 2 апреля в матче стартового тура сезона 2005 против «Коламбус Крю», отыграв все 90 минут. Закончил регулярный чемпионат с 25 матчами, в 24 из которых выходил в стартовом составе, и двумя результативными передачами в активе. Сыграл во всех четырёх матчах «Гэлакси» в плей-офф, в том числе в Кубке MLS 2005, где они победили «Нью-Инглэнд Революшн». Также помог «Гэлакси» выиграть Открытый кубок США 2005, сыграв в трёх матчах турнира, хотя в финале не участвовал.
В сезоне 2006 сыграл в 29 матчах и отдал четыре результативные передачи в регулярном чемпионате. Также сыграл в трёх матчах кубка, в том числе в финале, где «Гэлакси» уступил «Чикаго Файр».
17 ноября 2006 года Нагамура был выбран клубом «Торонто» на Драфте расширения MLS 2006. 7 апреля 2007 года сыграл в первом матче в истории «Торонто», в котором канадский клуб уступил «Чивас США». Всего провёл четыре матча за «Торонто».
4 мая 2007 года Нагамура был обменян в «Чивас США» на пик первого раунда Супердрафта MLS 2008. Дебютировал за «Чивас США» 6 мая в матче против «Ди Си Юнайтед», отыграв все 90 минут. 9 июня в матче против «Чикаго Файр» забил свой первый гол в MLS. Закончил регулярный чемпионат сезона 2007 с двумя голами и двумя голевыми передачами в 22 матчах, что помогло «Чивасу» занять 1-е место в Западной конференции. Сыграл в обоих матчах «Чиваса» в плей-офф.
12 апреля 2008 года в матче против «Коламбус Крю» впервые забил и ассистировал в сезоне 2008. 14 августа забил гол и отдал голевую передачу в дерби против «Лос-Анджелес Гэлакси». В регулярном чемпионате принял участие в 24 матчах, забил два гола и сделал три голевые передачи. Сыграл в обоих матчах «Чиваса» в плей-офф. Также сыграл один раз в Открытом кубке США, дважды в Лиге чемпионов КОНКАКАФ и дважды в Североамериканской суперлиге.
21 марта 2009 года в матче открытия сезона 2009 между «Чивас США» и «Колорадо Рэпидз» оформил дубль. Всего в регулярном чемпионате сезона 2009 сыграл 27 матчей, забил четыре гола и отдал две результативные передачи. Сыграл в единственном матче «Чиваса» в плей-офф. Также сыграл во всех трёх матчах клуба на групповом этапе Суперлиги. По окончании сезона 2009 контракт Нагамуры с «Чивас США» истёк.
14 января 2010 года Нагамура подписал контракт с клубом мексиканской Примеры «УАНЛ Тигрес». Дебютировал за «Тигрес» 23 января в матче против «Гвадалахары», выйдя со скамейки запасных. Принял участие в 14 из 17 матчей «Тигреса» в Торнео Бисентенарио 2010, 11 раз выйдя в стартовом составе.
25 июня 2010 года Нагамура вернулся в «Чивас США». Свой первый матч в сезоне MLS 2010 сыграл 24 июля против «Реал Солт-Лейк». Свой первый гол во втором приходе в «Чивас» забил 10 сентября в ворота «Нью-Инглэнд Революшн». Всего в регулярном чемпионате сыграл 15 матчей и забил один гол.
Пропустил первые четыре игры сезона 2011 после травмы икроножной мышцы в предсезоне. Дебютировал в сезоне 16 апреля 2011 года в матче против «Ванкувер Уайткэпс», выйдя со скамейки запасных. Во время игры усугубил травму икроножной мышцы и пропустил следующие шесть матчей. 24 августа в матче против «Портленд Тимберс» сломал ногу, из-за чего был вынужден досрочно завершить сезон, пропустив последние восемь матчей года. Всего в сезоне 2011 сыграл 11 матчей, из них в шести выходил в стартовом составе, и отдал одну голевую передачу.
29 ноября 2011 года Нагамура был обменян в «Спортинг Канзас-Сити» на пик первого раунда Дополнительного драфта MLS 2012. Пропустил первую игру сезона 2012 из-за травмы икроножной мышцы. За «Спортинг КС» дебютировал 17 марта 2012 года в матче против «Нью-Инглэнд Революшн», выйдя со скамейки запасных. Свой первый гол за «Спортинг КС» забил 29 мая в матче третьего раунда Открытого кубка США 2012 против «Орландо Сити». В июне получил травму паха, из-за которой пропустил четыре матча чемпионата и два матча кубка. 8 августа в финале Открытого кубка США 2012 против «Сиэтл Саундерс» реализовал победный пенальти «Спортинга КС» в послематчевой серии. Закончил регулярный чемпионат MLS с 27 матчами, одним голом и одной голевой передачей. Пропустил обе игры «Канзас-Сити» в плей-офф после того, как повредил лодыжку в заключительном туре регулярного чемпионата.
Выйдя в стартовом составе в 15 из первых 16 матчей «Канзас-Сити» в сезоне 2013, сыграл лишь два раза в последних 18 матчах из-за травмы лодыжки. Закончил регулярный чемпионат с 17 матчами и одной голевой передачей. Пропустил первый матч полуфинала конференции из-за травмы лодыжки, но вернулся на второй матч, отыграв 97 минут, и тем самым помог «Канзас-Сити» победить «Нью-Инглэнд» в дополнительное время по сумме двух матчей. Провёл полное время в обоих матчах финала конференции против «Хьюстон Динамо». 7 декабря в Кубке MLS 2013 против «Реал Солт-Лейк» отыграл 120 минут и реализовал свой удар в серии послематчевых пенальти, и таким образом помог «Спортингу КС» выиграть чемпионский титул. Также сыграл по одному матчу в Открытом кубке США и групповом этапе Лиги чемпионов КОНКАКАФ.
Пропустив первые две игры сезона MLS 2014 из-за травмы, впервые в сезоне вышел на поле 12 марта в первом матче четвертьфинала Лиги чемпионов КОНКАКАФ 2013/14 против мексиканского «Крус Асуля». 19 марта сыграл в ответном матче. 6 июля в матче против «Чикаго Файр» повредил лодыжку, из-за чего выбыл на два месяца. Завершил регулярный чемпионат с 21 матчем, двумя голами и тремя голевыми передачами. Отыграл все 90 минут в единственном матче «Спортинга КС» в плей-офф, против «Нью-Йорк Ред Буллз» 30 октября. Также сыграл два матча на групповом этапе Лиги чемпионов КОНКАКАФ 2014/15.
В 2015 году получил травму спины, выбыв из строя на весь июнь. 15 августа в матче против «Ванкувер Уайткэпс» оформил дубль, за что был назван игроком недели в MLS. В регулярном чемпионате сезона 2015 забил три гола и отдал одну голевую передачу в 21 матче. Отыграл все 120 минут в единственном матче «Спортинга КС» в плей-офф, против «Портленд Тимберс» 29 октября. 30 сентября в финале Открытого кубка США 2015 против «Филадельфии Юнион» отыграл все 120 минут и реализовал свой удар в серии послематчевых пенальти, и таким образом помог «Спортингу КС» выиграть свой третий в истории кубок.
11 января 2016 года Нагамура подписал со «Спортингом Канзас-Сити» новый контракт. Пропустив первые 12 игр сезона 2016 из-за травмы икроножной мышцы, впервые в году появился на поле 15 мая в матче против «Орландо Сити», выйдя со скамейки запасных. В июне получил растяжение квадрицепса, из-за которого выбыл на два месяца. Из-за травм ограничился лишь девятью выходами на поле и одной результативной передачей в регулярном чемпионате. Отыграл все 90 минут в единственном матче «Спортинга КС» в плей-офф, против «Сиэтл Саундерс» 27 октября. Также сыграл три матча на групповом этапе Лиги чемпионов КОНКАКАФ 2016/17. Кроме того сыграл один матч за фарм-клуб «Спортинга Канзас-Сити» в USL «Своуп Парк Рейнджерс», против «Рио-Гранде Валли» 3 сентября.
12 декабря 2016 года Пауло Нагамура объявил о завершении игровой карьеры.

### Карьера тренера
После завершения карьеры игрока Нагамура остался в системе «Спортинга Канзас-Сити» в качестве ассистента главного тренера «Своуп Парк Рейнджерс» Николы Поповича. 4 декабря 2017 года Нагамура был назначен главным тренером «Своуп Парк Рейнджерс». Нагамура покинул клуб, переименованный в «Спортинг Канзас-Сити II» перед сезоном 2020, после сезона 2021.
3 января 2022 года Нагамура был назначен главным тренером «Хьюстон Динамо». В 29 матчах под его руководством клуб 8 раз выиграл, 16 раз проиграл и 5 раз сыграл вничью. 5 сентября Нагамура был уволен из «Хьюстон Динамо».
19 января 2024 года Нагамура вошёл в тренерский штаб «Чикаго Файр» в качестве ассистента главного тренера Фрэнка Клопаса.

### Личная жизнь
Нагамура имеет грин-карту США, что позволяло ему считаться местным игроком в MLS. Прадед Нагамуры родился в Японии.

## Достижения
Командные
 «Лос-Анджелес Гэлакси»
- Чемпион MLS (обладатель Кубка MLS): 2005
- Обладатель Открытого кубка США: 2005

 «Спортинг Канзас-Сити»
- Чемпион MLS (обладатель Кубка MLS): 2013
- Обладатель Открытого кубка США: 2012, 2015

## Игровая статистика
| Выступление                      | Выступление      | Выступление      | Лига | Лига | Плей-офф | Плей-офф | Кубок | Кубок | Континент | Континент | Итого | Итого |
| Клуб                             | Лига             | Сезон            | Игры | Голы | Игры     | Голы     | Игры  | Голы  | Игры      | Голы      | Игры  | Голы  |
| -------------------------------- | ---------------- | ---------------- | ---- | ---- | -------- | -------- | ----- | ----- | --------- | --------- | ----- | ----- |
| Лос-Анджелес Гэлакси             | MLS              | 2005             | 25   | 0    | 4        | 0        | 3     | 0     | —         | —         | 32    | 0     |
| Лос-Анджелес Гэлакси             | MLS              | 2006             | 29   | 0    | —        | —        | 3     | 0     | —         | —         | 32    | 0     |
| Лос-Анджелес Гэлакси             | Итого            | Итого            | 54   | 0    | 4        | 0        | 6     | 0     | —         | —         | 64    | 0     |
| Торонто                          | MLS              | 2007             | 4    | 0    | —        | —        | —     | —     | —         | —         | 4     | 0     |
| Чивас США                        | MLS              | 2007             | 22   | 2    | 2        | 0        | 0     | 0     | —         | —         | 24    | 2     |
| Чивас США                        | MLS              | 2008             | 24   | 2    | 2        | 0        | 1     | 0     | 4         | 0         | 31    | 2     |
| Чивас США                        | MLS              | 2009             | 27   | 4    | 2        | 0        | 1     | 0     | 3         | 0         | 33    | 4     |
| УАНЛ Тигрес                      | MLS              | 2009/10          | 14   | 0    | —        | —        | —     | —     | —         | —         | 14    | 0     |
| Чивас США                        | MLS              | 2010             | 15   | 1    | —        | —        | 1     | 0     | 1         | 0         | 17    | 1     |
| Чивас США                        | MLS              | 2011             | 11   | 0    | —        | —        | 0     | 0     | —         | —         | 11    | 0     |
| Чивас США                        | Итого            | Итого            | 99   | 9    | 6        | 0        | 3     | 0     | 8         | 0         | 116   | 9     |
| Спортинг Канзас-Сити             | MLS              | 2012             | 27   | 1    | 0        | 0        | 3     | 1     | —         | —         | 30    | 2     |
| Спортинг Канзас-Сити             | MLS              | 2013             | 17   | 0    | 4        | 0        | 1     | 0     | 1         | 0         | 23    | 0     |
| Спортинг Канзас-Сити             | MLS              | 2014             | 21   | 2    | 1        | 0        | 2     | 0     | 4         | 0         | 28    | 2     |
| Спортинг Канзас-Сити             | MLS              | 2015             | 21   | 3    | 1        | 0        | 3     | 0     | —         | —         | 25    | 3     |
| Спортинг Канзас-Сити             | MLS              | 2016             | 9    | 0    | 1        | 0        | 0     | 0     | 3         | 0         | 13    | 0     |
| Спортинг Канзас-Сити             | Итого            | Итого            | 95   | 6    | 7        | 0        | 9     | 1     | 8         | 0         | 119   | 7     |
| Своуп Парк Рейнджерс (фарм-клуб) | USL              | 2016             | 1    | 0    | —        | —        | —     | —     | —         | —         | 1     | 0     |
| Всего за карьеру                 | Всего за карьеру | Всего за карьеру | 267  | 15   | 17       | 0        | 18    | 1     | 16        | 0         | 318   | 16    |

Источники: MLSsoccer.com, FBref.com, SoccerStats.us, Transfermarkt.

## Тренерская статистика
| Команда                 | Начало работы  | Окончание работы | Результаты | Результаты | Результаты | Результаты | Результаты |
| Команда                 | Начало работы  | Окончание работы | И          | В          | Н          | П          | В %        |
| ----------------------- | -------------- | ---------------- | ---------- | ---------- | ---------- | ---------- | ---------- |
| Спортинг Канзас-Сити II | 4 декабря 2017 | 18 ноября 2021   | 118        | 31         | 26         | 61         | 026,27     |
| Хьюстон Динамо          | 3 января 2022  | 5 сентября 2022  | 32         | 10         | 5          | 17         | 031,25     |
| Всего                   | Всего          | Всего            | 150        | 41         | 31         | 78         | 027,33     |

Источники: Transfermarkt, Football Database EU.